# Charles-Marc Secretan
Charles-Marc Secretan (* 9. Oktober 1773 in Ecublens; † 20. Dezember 1842 in Lausanne) war ein Schweizer Politiker.
Bevor Secretan Stadtpräsident von Lausanne wurde, war er Sekretär des Polizeichefs und später Verwalter. Das Amt des Stadtpräsidenten übte er vom 29. Dezember 1815 bis zu seinem Tod am 20. Dezember 1842 aus. Er war ein Verfechter liberaler Ideen.